# Elliptera zipanguensis
Elliptera zipanguensis är en tvåvingeart. Elliptera zipanguensis ingår i släktet Elliptera och familjen småharkrankar.

## Underarter
Arten delas in i följande underarter:
- E. z. taiwanicola
- E. z. zipanguensis